# Ghiyath al-Din Muhammad ibn Rashid al-Din
Ghiyath al-Din Muhammad ibn Rashid al-Din Fadhl Allah (+ 1336) fou un ministre i polític del il-kanat mongol de Pèrsia, fill del historiador i polític Rashid-al-Din al-Hamadani, un jueu convertit al islam.

## Carrera
Va arribar al càrrec de visir, el principal càrrec del palau, sota el kan Abu Said Khan Bahadur que el va nomenar després de desfer-se d'Amir Coban el 1327, i del qual fou un bon conseller i un governant encertat durant els 8 anys que va estar al front dels afers. El Khurasan estava agrupat en una àrea especial de taxació que incloia Kuhistan, Qumis, Mazanderan i Tabaristan, en la qual el governador tenia dret a reservar una part important del rendiment de l'impost teòricament per destinar-ho al pagament de les tropes. El visir Ghiyath al-Din Muhammad ibn Rashid al-Din va prendre mesures per l'abolició d'aquest abus i va demanar el suport de Shaikh Hasan-i Buzurg, feia poc nomenat amir al-ulus; també va requerir suport de Shaikh Ali ibn Ali Qurji i d'Ala al-Din Muhammad Faryumadi, que foren enviats al Khurasan amb aquest proposit.
El 1334 el governador de Fars Xaraf al-Din Mahmud Xah fou privat d'aquest govern pel que va ser nomenat l'amir Muzaffar Inak (Amir Mosāfer Ināq); Masud es va oposar al nomenament i va donar suport a una conspiració contra Muzaffar; els conspiradors van perseguir al nou governador amb intenció de matar-lo fins als mateixos murs del palau del kan, i quan Muzaffar es va refugiar a l'interior, no van dubtar en empaitar-lo allí també. Assabentat el kan Abu Said dels fets va voler castigar a Mahmud i els seus còmplices, però la intervenció del visir Ghiyat al-Din Muhammad ibn Rashid al-Din Fadhl Allah va salvar la vida als conspiradors, tot i que foren tots empresonats, i en llocs diferents, anant Mahmud al castell de Tabarak a Esfahan i Masud Shah Djalal al-Din a Anatòlia; els dos homes foren alliberats al cap de poc per influència del visir.

## A la mort d'Abu Said

### Primers moviments
Quan Abu Said Bahadur Khan va morir (30 de novembre de 1335) no deixava fills però la seva esposa Delsad Khatun estava embarasada i esperava un fill que havia de néixer el maig del 1336. L'esposa Bagdad Khatun fou deixada de costat en favor de la seva neboda Delsad Khatun (que s'havia casat amb Abu Said Bahadur el 1333 o 1334 i els dos darrers anys fou la seva favortita; Delsad era filla de Dimaskh Khwadja ibn Amir Coban). Fins al naixement del fill les faccions van maniobrar per imposar-se. La primera fou la del visir Ghiyat al-Din Muhammad, fill del historiador Rashid al-Din al-Hamdamani, que junt amb el Injúida Xaraf al-Din Mahmud Xah fou l'únic motable present al ordo que es va fer a la mort del kan. Els amirs van proposar un governant temporal fins que els emirs decidissin qui seria l'escollit i com a tal governant temporal es va proposar a Sati Beg, la filla d'Oldjeitu, però el visir suggeria una solució mes permanent i va revelar que el kan difunt havia designat hereu a Arpa Khan, un descendent de Tolui Khan(tot i que Abu Said l'havia nomenat només muyavama o sigui treballador de palau, i treballava als estables). A manca d'acord entre els emirs, el visir, amb el suport del indjúida i de la mare de Abi Said, Haji Khatun, va poder imposar al seu candidat, la mateixa nit de la mort de Abu Said i l'endemà la khutba ja es va llegir en el seu nom (nom de regne Muizz al-Dunya wa-al-Din Mahmud) sent entronitzat a la plana de Karabagh el 5 de desembre de 1335 i per reforçar la seva legitimitat fou casat amb Sati Beg (que havia estat la candidata del injúida). Ali Padshah, l'emir cap de la facció oirat (oncle matern d'Abu Said Bahadur i germà de la mare Haji Khatun), promovia a Musa, descendent de Baidu Khan; Ali Padshah era el comandant de les forces oirat estacionades a Mesopotàmia (Bagdad i Diyar Bakr) que estaven molt cohesionades; l'embarassada Delsad Khatun, la nit de la mort del seu marit Abu Said havia fugit a Bagdad i s'havia posat sota protecció d'Ali Padshah.
Shaykh Hasan Jalair (Hasan Buzurg), governador d'Anatòlia (Rum), no va reconèixer a Arpa. El visir es va adonar de seguida que Sheikh Hasan era el principal obstacle per que Arpa s'imposès. Pel seu costat Ali Padshah havia esdevingut guardià de Delsad Khatun, suposadament per defensar els drets del fill no nascut (si era mascle) però mentre va decidir promoure al seu candidat Musa. Quasi al mateix temps al Khurasan occidental els amirs donaven suport a Togha Temur descendent del germà petit de Genguis Kan, Joci Khasar.

### Guerra contra Ali Padshah i Musa Khan
El 1336 les forces del visir Ghiyat al-Din Muhammad (amb Arpa Khan) i de Ali Padshah (amb el seu kan Musa), es van enfrontar al camp de batalla a Mesopotàmia: Les forces del visir eren mes nombroses però Ali Padshah va resultar victoriós quan dos emirs que donaven suport a Arpa van canviar de bàndoli es va fer circular el rumor de que Musa i Padshah havien estat derrotats i els d'Arpa es van confiar sent derrotats a la batalla del riu Jagatu o Jaghatu (modern Zarrina Rud) al sud del llac Urmia, en una data el mes de maig de 1336 que es pensa fou probablement el dia 9. Giyhat al-Din Muhammad i el seu germà Pir Sultan foren fets presoners i portats davant Ali Padshah que tenia intenció de perdonar la seva vida, però els amirs van presionar per la seva execució que es va portar a terme. El barri de la família a Tabriz fou saquejat. Arpa Khan fou fet presoner a Sultaniya i portat a Ujan on finalment Ghiyath al-Din Khay Khusraw, fill de l'indjúida Xaraf al-Din Mahmud Xah que havia estat executat per ordre d'Arpa Khan, en venjança per la mort del seu pare, el va fer matar el 15 de maig de 1336. En la batalla van destacar els cobànides Pir Husayn i Surgan (fill d'amir Coban), i el segon fou nomenat governador de l'Iraq Arabí.
Tot havia sortit be per a Ali Padshah, si bé finalment Delsad Khatun va donar a llum a una filla (nou dies després de la batalla, probablement el 18 de maig). Ghiyath al-Din Muhammad fou un patró de la literatura